# Dark Side of the Moon Tour
Dark Side of the Moon Tour è stato un tour mondiale dei Pink Floyd svoltosi tra il 1972 e il 1973 e volto a promuovere il loro disco The Dark Side of the Moon. La tournée fu divisa in due parti: una nel 1972, prima dell'uscita dell'album, e una nel 1973, con 128 spettacoli in totale.
I Pink Floyd avevano elaborato una versione embrionale di The Dark Side of the Moon alla fine del 1971, suonata nei concerti dell'anno successivo assieme ad un set di brani amati dal pubblico. Durante il 1972 le canzoni della suite furono modificate e gli arrangiamenti cambiati. Nel 1973, al termine delle registrazioni dell'album, l'esecuzione dal vivo era simile a quella in studio, con il sassofonista Dick Parry e varie coriste a completare la formazione live del gruppo. Le performance live furono migliorate da effetti visivi e dall'utilizzo della tecnica di riproduzione chiamata quadrifonia. Il successo di The Dark Side of the Moon e Money, brano finito nella top 20 statunitense, portarono i Pink Floyd a doversi spostare da locali e università ad arene e stadi, e di conseguenza da una cerchia ristretta di fan ad un pubblico più generalista.

## 1972
I Pink Floyd pianificarono il loro primo tour nel Regno Unito dal 1969 per l'inizio del 1972. Erano preoccupati che le loro performance dal vivo stessero diventando ripetitive e decisero di comporre nuovi brani per il tour successivo. Poco dopo l'uscita dell'album Meddle, il gruppo prenotò i Decca Studios di West Hampstead dal 29 novembre al 10 dicembre 1971 per scrivere nuovo materiale finalizzato a diventare uno spettacolo. Affittarono un magazzino di proprietà dei Rolling Stones a Bermondsey per provare la nuova suite musicale. Nel gennaio 1972 furono eseguite tre prove generali al Rainbow Theatre di Londra, dove testarono un nuovo PA system Watkins Electric Music progettato da Bill Kelsey, con un sistema quadrifonico completo. Il gruppo assunse l'ingegnere delle luci Arthur Max, conosciuto due anni prima al Fillmore West di San Francisco, per progettare un nuovo rig per il tour.

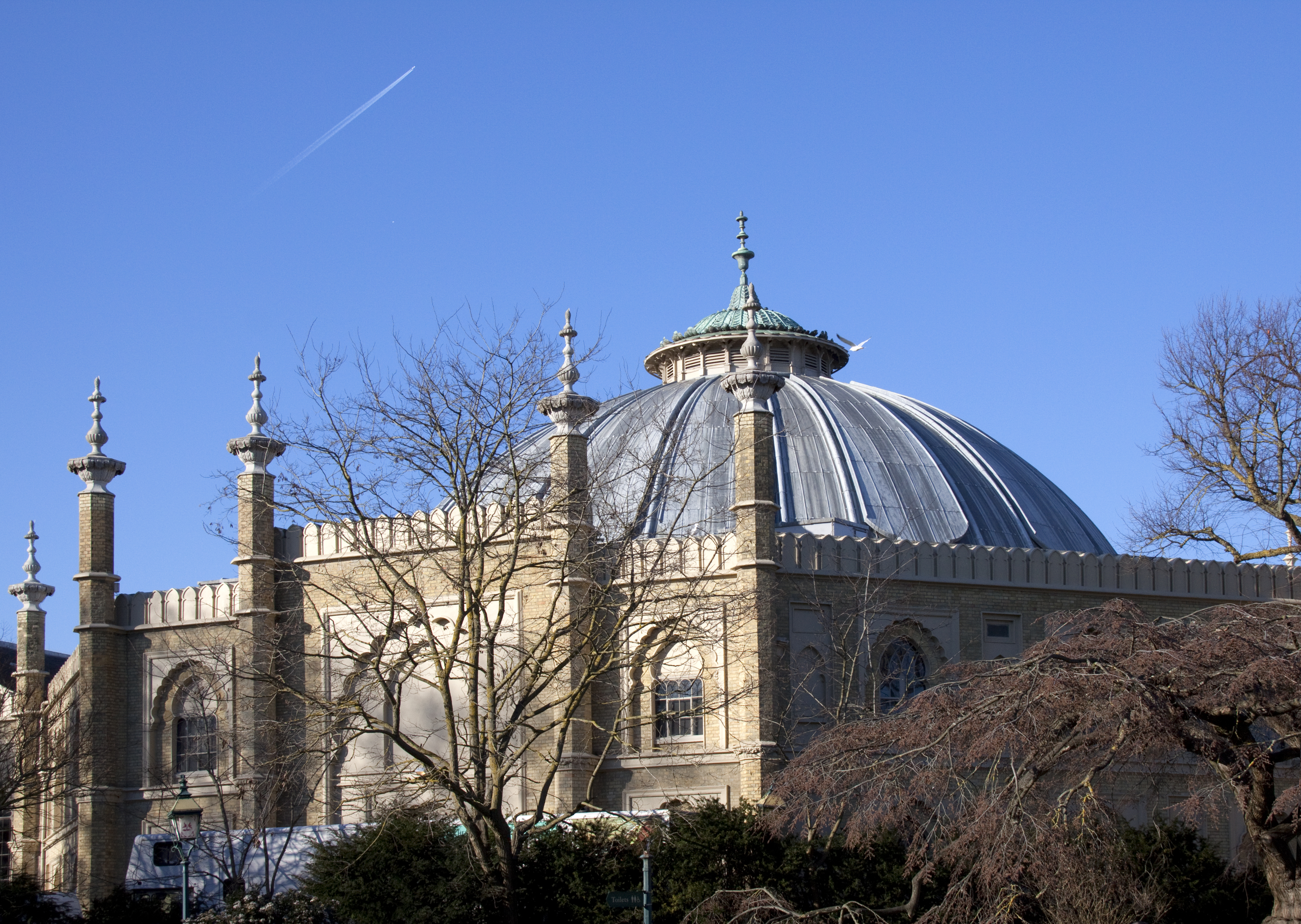
La Brighton Dome a Brighton, prima data del tour

Con gli 89 spettacoli del 1972, il loro record di concerti in un anno fino al 1994, i Pink Floyd hanno eseguito per la prima volta dal vivo la loro nuova suite il 20 gennaio alla Brighton Dome. A metà dell'esibizione, durante l'esecuzione di Money, una perdita di energia ha portato il nastro di supporto a rallentare e ad andare fuori tempo, costringendo i Pink Floyd a fermarsi. Dopo una pausa, il gruppo ha reiniziato a suonare con "Atom Heart Mother". La prima esecuzione completa dell'opera è avvenuta il giorno successivo alla Portsmouth Guildhall. Alla Free Trade Hall di Manchester, l'alimentazione si è fermata a 25 minuti dall'inizio dello spettacolo e il concerto è stato annullato. Per recuperare il concerto, il gruppo si è riesibito a Manchester il 29 e il 30 marzo.
Dopo che i Medicine Head pubblicarono un album dallo stesso titolo, la suite, chiamata in precedenza Dark Side of the Moon, venne ribattezzata Eclipse, e poi The Dark Side of the Moon|Dark Side of the Moon – A Piece for Assorted Lunatics, nome con cui debuttò sulla stampa nel febbraio 1972. Il titolo è cambiato nei mesi di aprile e maggio durante la prima parte del tour negli Stati Uniti in Eclipse (A Piece for Assorted Lunatics), prima di tornare a Dark Side of the Moon – A Piece for Assorted Lunatics alla fine di settembre durante la seconda parte del tour negli Stati Uniti. Nel 1973 la suite fu incisa su un disco, chiamato The Dark Side of the Moon.
Dark Side of the Moon veniva eseguita diversamente dalla versione che sarebbe poi stata incisa ed è mutata nel corso dell'anno. Sebbene i Pink Floyd avessero già provato del materiale prima di registrarlo, portarlo in tour permise loro di migliorare e rafforzare la suite. Sapevano anche che il loro pubblico era felice di sedersi ad ascoltare nuova musica, il che diede il via libera al gruppo per suonare tre quarti d'ora di nuovo materiale sconosciuto ai fan. On the Run, il cui titolo provvisorio era The Travel Sequence, era inizialmente un'improvvisazione di chitarra e tastiera e sarebbe rimasta tale per tutto il resto delle esibizioni del 1972. Time veniva suonata ad una velocità inferiore rispetto alla versione in studio, ed il verso "Tyred of lying in the sunshine" era inizialmente "Lying supine in the sunshine". The Great Gig in the Sky, il cui titolo in fase di lavorazione era Religion o The Mortality Sequence, originariamente consisteva in un assolo d'organo accompagnato da nastri di supporto contenenti passaggi recitati di scritture religiose come la lettera agli Efesini di Paolo, o il Padre nostro, con registrazioni provenienti dall'emittente di Malcolm Muggeridge. Inizialmente, la suite si concludeva con Brain Damage. Roger Waters ha ritenuto che fosse opportuno scrivere un nuovo brano per chiudere l'opera e ha aggiunto Eclipse alla suite. La prima esecuzione del brano si è svolta alla De Montfort Hall di Leicester il 10 febbraio 1972.
La prima esibizione con un pubblico a Londra, e la prima aperta alla stampa, fu il 17 febbraio 1972 al Rainbow Theatre, dove la band suonò per quattro notti consecutive. Dopo queste performance il gruppo si prese una pausa dal tour per lavorare alla colonna sonora del film di Barbet Schroeder La Vallée. Un bootleg dei concerti fu pubblicato e vendette 100.000 copie: la cosa infastidì la band poiché l'opera doveva ancora essere ultimata. Il tour si è poi spostato in Giappone per cinque spettacoli, e poi negli Stati Uniti e di nuovo in Europa. Il 21 maggio il gruppo ha partecipato al British Rock Meeting di Germersheim, in Germania Ovest e all'Amsterdam Rock Circus all'Olympisch Stadion, suonando Atom Heart Mother anziché Dark Side of the Moon.
Al termine della tappa europea, il 24 maggio 1972, iniziarono le registrazioni di The Dark Side of the Moon, che partirono dai nastri di supporto utilizzati durante i concerti. Per recuperare lo spettacolo fallito alla Brighton Dome, il gruppo vi tenne due concerti il 28 e il 29 giugno. Quest'ultima data è stata ripresa da Peter Clifton che la incluse nel suo film Sounds of the City. Alcuni spezzoni del video sono stati trasmessi in televisione e l'esecuzione di Careful with That Axe, Eugene è stata inclusa nel video Superstars in Concert.
Il tour si spostò nuovamente negli Stati Uniti a settembre. All'ingegnere del suono Alan Parsons fu chiesto di occuparsi del FOH (Front of house), la prima di molte volte in cui membri del personale in studio seguirono i Pink Floyd in tour. Richard Wright scrisse una parte di pianoforte per The Great Gig in the Sky, che andò a sostituire The Mortality Suite, e fu suonata live con l'arrangiamento dell'album, senza però l'assolo vocale di Clare Torry. Il 22 settembre, il gruppo suonò all'Hollywood Bowl, con otto proiettori che emettevano raggi da dietro l'anfiteatro. Si esibirono inoltre in due date alla Winterland Ballroom di San Francisco il 23 e 24 settembre. Il 21 ottobre il gruppo tornò nel Regno Unito per esibirsi in uno spettacolo di beneficenza sold-out alla Wembley Arena, sostenendo War on Want e Save the Children, per poi chiudere il tour con una serie di concerti in Europa fino alla fine dell'anno, con data finale al Palazzo dello Sport di Lione il 10 dicembre. A quel punto, l'esecuzione live di Dark Side of the Moon era simile a quello che sarebbe stato il risultato finale su disco, fatta eccezione per la mancanza dei cori femminili e del sassofono, che sarebbero stati poi aggiunti alla formazione dal vivo l'anno successivo.

### Scaletta
Set 1:
Testi di Roger Waters. Gli autori delle musiche sono indicati di seguito.
1. The Dark Side of the Moon (eccetto il 21 e il 22 maggio)[18]
  1. Speak to Me
  2. Breathe
  3. The Travel Sequence  (versione embrionale di On the Run)[25]
  4. Time
  5. The Mortality Sequence (versione embrionale di The Great Gig in the Sky senza assolo vocale)[26]
  6. Money
  7. Us and Them
  8. Scat (versione embrionale di Any Colour You Like)
  9. Brain Damage
  10. Eclipse (dal 10 febbraio)[10]

Set 2:
1. One of These Days
2. Careful with that Axe, Eugene (alcune volte non suonata)[6]
3. Set the Controls for the Heart of the Sun (alcune volte inclusa negli encore)[28]
4. Atom Heart Mother (20 gennaio, 6 marzo, 16 aprile, 21–22 maggio)[29][30]
5. Echoes (occasionalmente inclusa negli encore)[7]

Bis (se suonati):
1. A Saucerful of Secrets (occasionalmente fino al 22 settembre)[31]
2. Blues (occasionalmente)[32]
3. Childhood's End (1 e 9 dicembre)[33]

### Concerti con il Ballet National de Marseille
Nel novembre 1972, nel mezzo della tappa europea del Dark Side of the Moon Tour, e nel gennaio 1973, il coreografo Roland Petit fece esibire la sua appena fondata compagnia di danza nello spettacolo Pink Floyd, in cui il gruppo accompagnava i ballerini con i brani One of These Days, Careful with that Axe, Eugene, Obscured By Clouds, When You're In e Echoes. In alcune date del 1973 la compagnia si esibì su tracce pre-registrate, poiché il gruppo era impegnato a ultimare The Dark Side of the Moon. Una delle ultime tracce registrate durante le date di Pink Floyd fu l'assolo vocale di Clare Torry su The Great Gig in the Sky.

## 1973

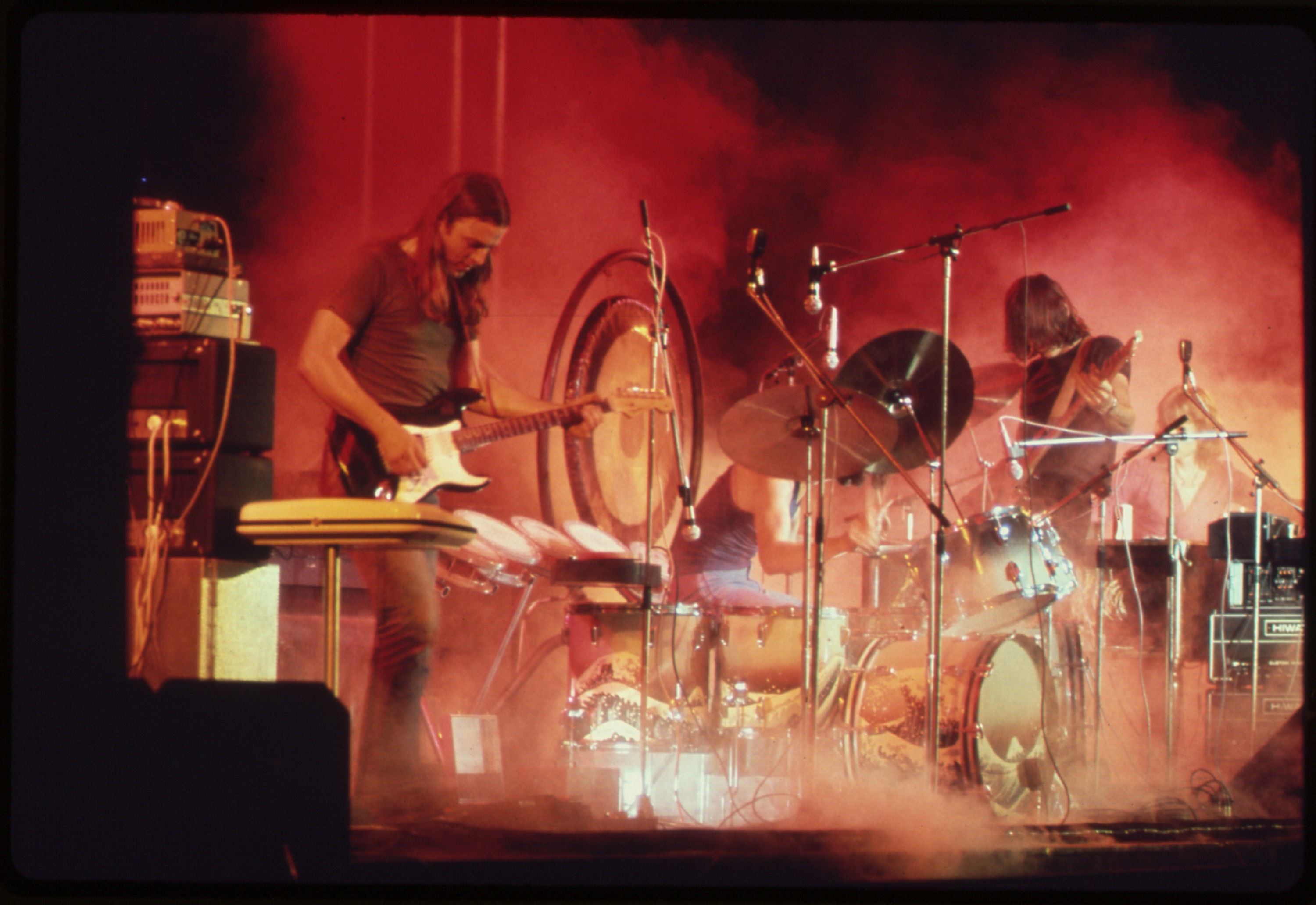
I Pink Floyd si esibiscono al Merriweather Post Pavilion di Columbia, in Maryland, nel giugno 1973

Dopo gli spettacoli con il Ballet National de Marseille e il completamento dell'album, i Pink Floyd provarono un nuovo spettacolo basato sulle registrazioni del disco al Rainbow Theatre dal 19 al 21 febbraio 1973. Le tracce di The Dark Side of the Moon sono state spostate al secondo set. Per la prima volta, il gruppo ha portato con sé altri musicisti: il sassofonista Dick Parry (un vecchio amico d'infanzia di David Gilmour) e tre coriste che erano state in tour con Leon Russell. Il tour è iniziato a Madison, nel Wisconsin, il 4 marzo. Il 17 marzo il gruppo si è esibito alla Radio City Music Hall di New York all'una di notte, trasportati sul palco da un ascensore circondato da ghiaccio secco, suscitando ottime recensioni da parte della stampa. Veniva utilizzato un sistema quadrifonico composto da 20 altoparlanti.
Dopo la tappa negli Stati Uniti, i Pink Floyd si esibirono in due serate a Earl's Court il 18 e il 19 maggio. Durante l'esecuzione di Set the Controls for the Heart of the Sun il gong suonato da Waters venne incendiato e alla fine di On the Run un aereo di circa due metri si schiantò sul palco.
Il gruppo torno negli Stati Uniti a giugno. Ormai The Dark Side of the Moon era in cima alle classifiche di Billboard e Money era entrata nella top 20. Per la prima volta i Pink Floyd dovettero esibirsi in stadi anziché in sale, teatri ed università. Nonostante gli spettacoli fossero spesso sold-out, il pubblico era ora composto prevalentemente da persone che volevano semplicemente ascoltare i brani più famosi e ballare, in forte contrasto con i primi concerti, dove i fan erano felici di poter ascoltare qualsiasi canzone che il gruppo suonasse. Il tour si chiuse in ottobre con due date europee.
Il 4 novembre 1973 i Pink Floyd si esibirono al Rainbow Theatre in due concerti di beneficenza per Robert Wyatt, ex-batterista dei Soft Machine, rimasto paralizzato cadendo da una finestra. Il concerto raccolse circa 10.000 sterline per Wyatt. Durante le due date l'assolo vocale di The Great Gig in the Sky fu eseguito da Clare Torry, interprete della versione incisa sull'album. Dopo gli spettacoli per Wyatt il gruppo si prese una pausa dai tour e non si esibì più dal vivo fino al giugno 1974.

### Scaletta
Set 1:
1. Obscured By Clouds
2. When You're In
3. Childhood's End (dal 6 al 10 marzo)[36]
4. Set the Controls for the Heart of the Sun (dall'11 marzo)[48]
5. Careful with That Axe, Eugene
6. Echoes (primo brano della scaletta dal 4 al 12 marzo)[37]

Set 2:
Testi di Roger Waters. Gli autori delle musiche sono indicati di seguito.
1. Speak to Me
2. Breathe
3. On the Run
4. Time/Breathe (Reprise)
5. The Great Gig in the Sky
6. Money
7. Us and Them
8. Any Colour You Like
9. Brain Damage
10. Eclipse

Encore:
1. One of These Days

## Date del tour

### 1972
| Data         | Città               | Stato          | Luogo                                                           |
| Europa       | Europa              | Europa         | Europa                                                          |
| ------------ | ------------------- | -------------- | --------------------------------------------------------------- |
| 17 gennaio   | Londra              | Regno Unito    | Rainbow Theatre, Finsbury Park                                  |
| 18 gennaio   | Londra              | Regno Unito    | Rainbow Theatre, Finsbury Park                                  |
| 19 gennaio   | Londra              | Regno Unito    | Rainbow Theatre, Finsbury Park                                  |
| 20 gennaio   | Brighton            | Regno Unito    | Brighton Dome                                                   |
| 21 gennaio   | Portsmouth          | Regno Unito    | Portsmouth Guildhall                                            |
| 22 gennaio   | Bournemouth         | Regno Unito    | Bournemouth Winter Gardens                                      |
| 23 gennaio   | Southampton         | Regno Unito    | Southampton Guildhall                                           |
| 27 gennaio   | Newcastle upon Tyne | Regno Unito    | Newcastle City Hall                                             |
| 28 gennaio   | Leeds               | Regno Unito    | Leeds Town Hall                                                 |
| 3 febbraio   | Coventry            | Regno Unito    | Lanchester Polytechnic College Arts Festival – Locarno Ballroom |
| 5 febbraio   | Bristol             | Regno Unito    | Colston Hall                                                    |
| 6 febbraio   | Plymouth            | Regno Unito    | ABC Theatre                                                     |
| 10 febbraio  | Leicester           | Regno Unito    | De Montfort Hall                                                |
| 11 febbraio  | Manchester          | Regno Unito    | Free Trade Hall                                                 |
| 12 febbraio  | Sheffield           | Regno Unito    | Sheffield City Hall                                             |
| 13 febbraio  | Liverpool           | Regno Unito    | Liverpool Empire Theatre                                        |
| 17 febbraio  | Londra              | Regno Unito    | Rainbow Theatre                                                 |
| 18 febbraio  | Londra              | Regno Unito    | Rainbow Theatre                                                 |
| 19 febbraio  | Londra              | Regno Unito    | Rainbow Theatre                                                 |
| 20 febbraio  | Londra              | Regno Unito    | Rainbow Theatre                                                 |
| Asia         |                     |                |                                                                 |
| 6 marzo      | Tokyo               | Giappone       | Tokyo Metropolitan Gymnasium                                    |
| 7 marzo      | Tokyo               | Giappone       | Tokyo Metropolitan Gymnasium                                    |
| 8 March      | Osaka               | Giappone       | Festival Hall                                                   |
| 9 marzo      | Osaka               | Giappone       | Festival Hall                                                   |
| 10 marzo     | Kyoto               | Giappone       | Dai-Sho-Gun Furitsu Taiikukan                                   |
| 11 marzo     | Yokohama            | Giappone       | Kemin Hall                                                      |
| 13 marzo     | Sapporo             | Giappone       | Nakajima Sports Center                                          |
| Europa       |                     |                |                                                                 |
| 29 marzo     | Manchester          | Regno Unito    | Free Trade Hall                                                 |
| 30 marzo     | Manchester          | Regno Unito    | Free Trade Hall                                                 |
| Nord America |                     |                |                                                                 |
| 14 aprile    | Tampa               | Stati Uniti    | Fort Homer W. Hesterly Armory                                   |
| 15 aprile    | Pembroke Pines      | Stati Uniti    | Hollywood Sportatorium                                          |
| 16 aprile    | Columbia            | Stati Uniti    | Columbia Township Auditorium                                    |
| 18 aprile    | Atlanta             | Stati Uniti    | Atlanta Symphony Hall                                           |
| 20 aprile    | Pittsburgh          | Stati Uniti    | Syria Mosque                                                    |
| 21 aprile    | Baltimora           | Stati Uniti    | Lyric Opera House                                               |
| 22 aprile    | Akron               | Stati Uniti    | Akron Civic Theatre                                             |
| 23 aprile    | Cincinnati          | Stati Uniti    | Music Hall                                                      |
| 24 aprile    | Cleveland           | Stati Uniti    | Allen Theatre                                                   |
| 26 aprile    | Detroit             | Stati Uniti    | Ford Auditorium                                                 |
| 27 aprile    | Detroit             | Stati Uniti    | Ford Auditorium                                                 |
| 28 aprile    | Chicago             | Stati Uniti    | Auditorium Theatre                                              |
| 29 aprile    | Filadelfia          | Stati Uniti    | Spectrum                                                        |
| 1 maggio     | New York            | Stati Uniti    | Carnegie Hall                                                   |
| 2 maggio     | New York            | Stati Uniti    | Carnegie Hall                                                   |
| 3 maggio     | Washington          | Stati Uniti    | John F. Kennedy Center for the Performing Arts                  |
| 4 maggio     | Boston              | Stati Uniti    | Wang Theatre                                                    |
| Europa       |                     |                |                                                                 |
| 18 maggio    | Berlino Ovest       | Germania Ovest | Deutschlandhalle                                                |
| 21 maggio    | Germersheim         | Germania Ovest | Insel Grün                                                      |
| 22 maggio    | Amsterdam           | Paesi Bassi    | Olympisch Stadion                                               |
| 23 giugno    | Bièvres             | Francia        | Bièvres Festival                                                |
| 28 giugno    | Brighton            | Regno Unito    | Brighton Dome                                                   |
| 29 giugno    | Brighton            | Regno Unito    | Brighton Dome                                                   |
| 26 agosto    | Verona              | Italia         | Arena di Verona                                                 |
| Nord America |                     |                |                                                                 |
| 8 settembre  | Austin              | Stati Uniti    | Austin Municipal Auditorium                                     |
| 9 settembre  | Houston             | Stati Uniti    | Houston Music Hall                                              |
| 10 settembre | Dallas              | Stati Uniti    | McFarlin Memorial Auditorium                                    |
| 11 settembre | Kansas City         | Stati Uniti    | Memorial Hall                                                   |
| 12 settembre | Oklahoma City       | Stati Uniti    | Civic Center Music Hall                                         |
| 13 settembre | Wichita             | Stati Uniti    | Charles Koch Arena                                              |
| 15 settembre | Tucson              | Stati Uniti    | Tucson Community Center                                         |
| 16 settembre | San Diego           | Stati Uniti    | Golden Hall                                                     |
| 17 settembre | Tempe               | Stati Uniti    | Big Surf                                                        |
| 19 settembre | Denver              | Stati Uniti    | University of Denver Arena                                      |
| 22 settembre | Los Angeles         | Stati Uniti    | Hollywood Bowl                                                  |
| 23 settembre | San Francisco       | Stati Uniti    | Winterland Ballroom                                             |
| 24 settembre | San Francisco       | Stati Uniti    | Winterland Ballroom                                             |
| 27 settembre | Vancouver           | Canada         | Vancouver Gardens                                               |
| 28 settembre | Portland (Oregon)   | Stati Uniti    | Memorial Coliseum                                               |
| 29 settembre | Seattle             | Stati Uniti    | Hec Edmundson Pavilion                                          |
| 30 settembre | Vancouver           | Canada         | Vancouver Gardens                                               |
| Europa       |                     |                |                                                                 |
| 21 ottobre   | Londra              | Regno Unito    | Empire Pool                                                     |
| 10 novembre  | Copenaghen          | Danimarca      | K.B. Hallen                                                     |
| 11 novembre  | Copenaghen          | Danimarca      | K.B. Hallen                                                     |
| 12 novembre  | Amburgo             | Germania Ovest | Ernst-Merck-Halle                                               |
| 14 novembre  | Düsseldorf          | Germania Ovest | Philips Halle                                                   |
| 15 novembre  | Böblingen           | Germania Ovest | Sporthalle                                                      |
| 16 novembre  | Francoforte         | Germania Ovest | Festhalle Frankfurt                                             |
| 17 novembre  | Francoforte         | Germania Ovest | Festhalle Frankfurt                                             |
| 22 novembre  | Marsiglia           | Francia        | Salle Valliers                                                  |
| 23 novembre  | Marsiglia           | Francia        | Salle Valliers                                                  |
| 24 novembre  | Marsiglia           | Francia        | Salle Valliers                                                  |
| 25 novembre  | Marsiglia           | Francia        | Salle Valliers                                                  |
| 26 novembre  | Marsiglia           | Francia        | Salle Valliers                                                  |
| 28 novembre  | Tolosa              | Francia        | Palais des Sports                                               |
| 29 novembre  | Poitiers            | Francia        | Parc des Expositions Les Arènes                                 |
| 1 dicembre   | Saint-Ouen          | Francia        | Centre sportif de l'Île de Vannes                               |
| 2 dicembre   | Saint-Ouen          | Francia        | Centre sportif de l'Île de Vannes                               |
| 3 dicembre   | Caen                | Francia        | Parc des Expositions                                            |
| 5 dicembre   | Bruxelles           | Belgio         | Forest National                                                 |
| 7 dicembre   | Lilla               | Francia        | Palais des Sports                                               |
| 8 dicembre   | Nancy               | Francia        | Parc de Expositions                                             |
| 9 dicembre   | Zurigo              | Svizzera       | Hallenstadion                                                   |
| 10 dicembre  | Lione               | Francia        | Palais des Sports de Gerland                                    |

### 1973
| Data         | Città             | Stato          | Luogo                                   |
| Europa       | Europa            | Europa         | Europa                                  |
| ------------ | ----------------- | -------------- | --------------------------------------- |
| 13 gennaio   | Parigi            | Francia        | Palais des Sports                       |
| 14 gennaio   | Parigi            | Francia        | Palais des Sports                       |
| 3 febbraio   | Parigi            | Francia        | Palais des Sports                       |
| 4 febbraio   | Parigi            | Francia        | Palais des Sports                       |
| Nord America |                   |                |                                         |
| 4 marzo      | Madison           | Stati Uniti    | Dane County Coliseum                    |
| 5 marzo      | Detroit           | Stati Uniti    | Cobo Hall                               |
| 6 marzo      | St. Louis         | Stati Uniti    | Kiel Auditorium                         |
| 7 marzo      | Chicago           | Stati Uniti    | International Amphitheatre              |
| 8 marzo      | Cincinnati        | Stati Uniti    | Armory Fieldhouse                       |
| 10 marzo     | Kent              | Stati Uniti    | Memorial Gym                            |
| 11 marzo     | Toronto           | Canada         | Maple Leaf Gardens                      |
| 12 marzo     | Montreal          | Canada         | Montreal Forum                          |
| 14 marzo     | Boston            | Stati Uniti    | Music Hall                              |
| 15 marzo     | Filadelfia        | Stati Uniti    | Spectrum                                |
| 17 marzo     | New York          | Stati Uniti    | Radio City Music Hall                   |
| 18 marzo     | Waterbury         | Stati Uniti    | Palace Theater                          |
| 19 marzo     | Providence        | Stati Uniti    | Providence Civic Center                 |
| 22 marzo     | Hampton           | Stati Uniti    | Hampton Coliseum                        |
| 23 marzo     | Charlotte         | Stati Uniti    | Charlotte Park Center                   |
| 24 marzo     | Atlanta           | Stati Uniti    | Municipal Auditorium                    |
| 25 marzo     | Saint Petersburg  | Stati Uniti    | Bayfront Center                         |
| Europa       |                   |                |                                         |
| 18 maggio    | Londra            | Regno Unito    | Earls Court                             |
| 19 maggio    | Londra            | Regno Unito    | Earls Court                             |
| Nord America |                   |                |                                         |
| 16 giugno    | Saratoga Springs  | Stati Uniti    | Saratoga Performing Arts Center         |
| 17 giugno    | Saratoga Springs  | Stati Uniti    | Saratoga Performing Arts Center         |
| 18 giugno    | Jersey City       | Stati Uniti    | Roosevelt Stadium                       |
| 19 giugno    | Pittsburgh        | Stati Uniti    | Civic Arena                             |
| 20 giugno    | Columbia          | Stati Uniti    | Merriweather Post Pavilion              |
| 21 giugno    | Columbia          | Stati Uniti    | Merriweather Post Pavilion              |
| 22 giugno    | Buffalo           | Stati Uniti    | Buffalo Memorial Auditorium             |
| 23 giugno    | Detroit           | Stati Uniti    | Olympia Stadium                         |
| 24 giugno    | Cuyahoga Falls    | Stati Uniti    | Blossom Music Center                    |
| 25 giugno    | Louisville        | Stati Uniti    | Louisville Gardens                      |
| 26 giugno    | Jonesboro         | Stati Uniti    | Lake Spivey Park                        |
| 27 giugno    | Jacksonville      | Stati Uniti    | Jacksonville Veterans Memorial Coliseum |
| 28 giugno    | Pembroke Pines    | Stati Uniti    | Hollywood Sportatorium                  |
| 29 giugno    | Tampa             | Stati Uniti    | Tampa Stadium                           |
| Europa       |                   |                |                                         |
| 23 settembre | Francoforte       | Germania Ovest | Sandrennbahn Altrip                     |
| 12 ottobre   | Monaco di Baviera | Germania Ovest | Olympiahalle                            |
| 13 ottobre   | Vienna            | Austria        | Wiener Stadthalle                       |
| 4 novembre   | Londra            | Regno Unito    | Rainbow Theatre                         |

## Formazione
Pink Floyd
- David Gilmour - chitarra, voce
- Roger Waters -  basso, voce
- Nick Mason - percussioni
- Richard Wright - tastiere, voce

Strumentisti di supporto
- Dick Parry - sassofono (1973)[36][58]
- Nawasa Crowder, Mary Ann Lindsey, Phyllis Lindsey - cori (marzo-giugno 1973)[36]
- Blackberries (Billy Barnum, Venetta Fields, Clyde King) - cori (ottobre 1973)[59]
- Vicki Brown, Liza Strike, Clare Torry - cori (4 novembre 1973)[44]

Staff
1972
- Chris Adamson, Seth Goldman, Bobby Richardson, Brian Scott – staff di scena
- Mick "The Pole" Kluczynski – tour manager
- Arthur Max – scenografo
- Chris Mickie – tecnico FOH
- Peter Watts – tecnico PA

1973
- Chris Adamson, Robbie Williams – tecnici PA e staff di scena
- Mick "The Pole" Kluczynski – tour manager
- Arthur Max – direttore di produzione e scenografo
- Robin Murray – Lighting technician
- Alan Parsons – tecnico FOH
- Peter Watts – tecnico PA